# 존 카터: 바숨 전쟁의 서막
《존 카터: 바숨 전쟁의 서막》(영어: John Carter)은 2012년 개봉한 미국의 SF 액션 모험 영화이다. 에드거 라이스 버로스의 고전 과학 판타지 소설 시리즈 '바숨 연대기'의 첫 작품 "화성의 공주"가 원작이다. 픽사 애니메이션 영화 《니모를 찾아서》(2003)와 《월-E》(2008)를 연출한 앤드루 스탠턴 감독의 실사 영화 연출 데뷔작이다.
월트 디즈니 픽처스 배급으로 2012년 3월 9일에 미국에서 디즈니 디지털 3-D, RealD, 아이맥스 3D 형식으로 개봉하였다. 촬영은 2009년 11월부터 시작하였으며, 주요 장면은 2010년 1월부터 7월 말까지 촬영되었다.
역대 가장 많은 제작비를 들인 영화 중 하나이지만 극장가 흥행에서 실패하면서 박스오피스 봄이 되었다. 이는 "역대 최악의 영화 홍보 전략 중 하나"로 일컬어지는 이 영화의 홍보 방식 때문으로 분석되었다.

## 줄거리
1881년 남북 전쟁 남군 대위였던 존 카터가 사망하고, 카터의 지시에 따라 카터의 시체는 안에서만 열 수 있는 무덤에 안치된다. 카터의 변호사는 카터의 조카 에드거 라이스 버로스에게 카터의 일기를 전달하고, 에드거는 일기를 읽기 시작한다.
1868년 애리조나 준주에서 북군 대령 파월에게 붙잡힌 존 카터는 도망을 치다가 아파치족을 맞닥뜨리고 파월과 함께 황금이 있는 동굴에 숨게 된다. 이때 죽어가는 행성 바숨의 인종 중 하나인 선 하나가 나타나 칼로 카터를 공격한다. 총으로 선을 죽인 카터는 뜻하지 않게 그의 목걸이를 발동시키면서 바숨, 즉 화성으로 이동한다.
골밀도 차이와 행성의 저중력 덕에 카터는 이곳에서 높이 도약할 수 있고 강한 힘을 발휘하게 된다. 곧 카터는 행성 거주민들 간에 벌어지고 있는 장대한 싸움에 휘말린다.

## 출연
- 테일러 키치 - 존 카터 역
- 린 콜린스 - 데자 소리스 역
- 서맨사 모턴 - 솔라 역
- 윌럼 더포 - 타스 타카스 역
- 토머스 헤이든 처치 - 탈 하주스 역
- 마크 스트롱 - 마타이 섕 역
- 키어런 하인즈 - 타도스 모스 역
- 도미닉 웨스트 - 사브 샌 역
- 제임스 퓨어포이 - 캔토스 캔 역
- 브라이언 크랜스턴 - 파월 대령 역
- 대릴 서바라 - 네드 역
- 폴리 워커 - 사코자 역
- 데이비드 슈위머 - 젊은 사크 군인 역
- 존 패브로 - 사크의 투기업자 역
- 돈 스타크 - 딕스 역
- 니컬러스 우드슨 - 돌턴 역
- 아트 말리크 - 조댕가의 장군 역

## 기타 제작진
- 섭외: 마샤 로스
- 미술: 네이선 크라울리
- 의상: 마이어스 C. 루비오
- 시각 효과 부문: 김은성
- 특수 효과: 크리스 코볼드